# Sant Sadurní del Cint
Sant Sadurní del Cint o Sant Serni del Cint és una església de l'Espunyola (Berguedà) inclosa a l'Inventari del Patrimoni Arquitectònic de Catalunya.

## Descripció
Església de tipus rural, de petites dimensions i estructurada interiorment en una sola nau. Està adossada a la rectoria, de grans dimensions. La coberta és a dues aigües amb teula àrab amb un campanar d'espadanya de dues obertures. El seu exterior està totalment enguixat, amb una porta d'entrada allindada.

## Història
Trobem diverses dates del segle xvii a les llindes de portes i finestres. Els seus orígens, però, se situen amb anterioritat; el primer cop que la trobem esmentada és ja al 839. L'edifici actual és totalment modernitzat al segle xvii i tan sols el seu interior conserva restes de la primera església romànica. La parròquia de Sant Sadurní del Cint, avui sense culte, fou l'església parroquial del petit municipi del Cint, independentment al segle xix, actualment annexionat al municipi de l'Espunyola.